# Fritz Genkinger Kunsthaus
Das Fritz Genkinger Kunsthaus ist ein renoviertes Altstadtgebäude im Herzen der denkmalgeschützten Marbacher Altstadt, etwa 27 km nördlich von Stuttgart. Das Museum ist dem malerischen, grafischen und plastischen Schaffen des HAP-Grieshaber-Schülers Fritz Genkinger gewidmet, der viele Jahre in Marbach–Rielingshausen lebte. Die Sammlung umfasst ca. 1500 Werke des Künstlers. Träger des Ende 2020 eröffneten Hauses ist der gemeinnützige Verein „Freundeskreis Fritz Genkinger e. V.“

## Einrichtung
Als Forum für die bildende Kunst wurde im Jahr 2020 das Kunsthaus im Göckelhof 6 in Marbach auf der „Kulturmeile“ zwischen dem Schiller-Geburtshaus und dem Tobias-Mayer-Museum eröffnet. Der Schwerpunkt des Museums ist, die Werke von Fritz Genkinger einer breiten Öffentlichkeit zugänglich zu machen, sowie die Erforschung und Dokumentation seiner Werke.

## Künstler

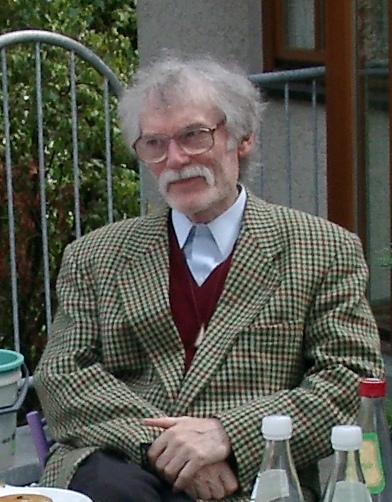
Fritz Genkinger (2003)

Der 1934 in Tübingen geborene Künstler, Maler, Grafiker und Bildhauer lebte von 1974 bis 1995 in Marbach-Rielingshausen und schuf in dieser Zeit wichtige Werke wie die 3 Großplakate für die Fußball-Weltmeisterschaft 1974 in Deutschland im Auftrag für das Bundespresseamt, 12 Originalgrafiken zum Thema Fußball für den VfB Stuttgart sowie eine Briefmarkenserie für die Olympischen Winterspiele 1976 in Innsbruck und der Fußball-Weltmeisterschaft 1978 für Paraguay.
Anlässlich einer Ausstellung im Stuttgarter Kunstverein 1969, erregte er mit seinen Sportbildern Aufsehen.  Heute zählt er zu den Klassikern deutscher Nachkriegskunst. Seine Kunst ringt mit der Sinnhaftigkeit menschlichen Lebens auf der Erde und als Teil des Kosmos und sucht dafür nach bildnerischen Darstellungsmöglichkeiten. Fritz Genkinger ist in zahlreichen öffentlichen Sammlungen vertreten, unter anderem in der Staatsgalerie Stuttgart, der Nationalgalerie Berlin, der Kunsthalle Karlsruhe, der Galerie der Stadt Stuttgart, dem Museo del Arte Asuncion Paraguay, in städtischen Sammlungen in Karlsruhe, Freiburg, Ravensburg, Heilbronn, Marbach und in vielen Privatsammlungen in aller Welt. Fritz Genkinger verstarb im Sommer 2017.

## Ausstellung
Die Dauerausstellung im Erdgeschoss beleuchtet in vier Ausstellungssegmenten Facetten des Lebens und Werks Fritz Genkingers. Aktuell sind folgende Themenkreise zu sehen: „Malerei und Musik“, „Sport und Grafikarbeiten“, „Skulpturen“ und „Böttinger Marmor“. Ein digitales Archiv macht die kompletten Grafikarbeiten zugänglich.
Das Museum präsentiert zudem in einer Sonderausstellung, die jedes Jahr am 2. August – dem Todestag Fritz Genkingers – wechselt, einzelne seiner Werkphasen bzw. Künstler, die im Umfeld seiner Arbeiten stehen.